# Wheeling (West Virginia)
Wheeling ist eine City am Ohio River im US-Bundesstaat West Virginia.
Der Großteil der Stadt befindet sich in Ohio County, ein kleinerer Teil liegt in Marshall County. Bei der Volkszählung im Jahr 2000 wurde für das Stadtgebiet eine Einwohnerzahl von 31.419 ermittelt, wobei 31.059 Bürger in Ohio County und 360 in Marshall County lebten. Im Jahr 2020 betrug die Einwohnerzahl  27.052.  Wheeling liegt zudem am Interstate Highway 70.

## Geschichte
Nach der gescheiterten Märzrevolution in Deutschland kam es zu einer verstärkten deutschen Einwanderung. Da die Deutschen gegen die Sklaverei eingestellt waren, organisierten sie während des Sezessionskrieges die  „First West Virginia Artillery“ um gegen die Konföderation zu Felde zu ziehen. In Wheeling fand 1861 die sogenannte Wheeling Convention statt, in der die Gründung des Staates West Virginia und die Loslösung vom sklavenhaltenden Virginia beschlossen wurde. Im Zuge dessen wurde Wheeling auch zur Hauptstadt des Staates West Virginia von 1861 bis 1870 und von 1875 bis 1885. Die Hauptstadt wechselte zweimal mit Charleston, hauptsächlich aus politischen Gründen.
In Wheeling befindet sich der Sitz des römisch-katholischen Bistums Wheeling-Charleston.
1954 gründeten Jesuiten in Wheeling das Wheeling College, das 1996 zur Wheeling Jesuit University wurde. Seit 2019 heißt die Hochschule Wheeling University.

## Demografische Daten
Nach der Volkszählung im Jahr 2000 lebten in Wheeling 31.419 Menschen. Davon wohnten 1.622 Personen in Sammelunterkünften, die anderen Einwohner lebten in 13.719 Haushalten und 7.806 Familien. Die Bevölkerungsdichte betrug 872 Einwohner pro Quadratkilometer. Ethnisch betrachtet setzte sich die Bevölkerung zusammen aus 92,72 Prozent weißer Bevölkerung, 4,99 Prozent Afroamerikanern, 0,10 Prozent amerikanischen Ureinwohnern, 0,03 Prozent Bewohnern aus dem pazifischen Inselraum und 1,17 Prozent aus anderen ethnischen Gruppen; 1,09 Prozent gaben die Abstammung von mehreren Ethnien an. 0,58 Prozent der Bevölkerung waren spanischer oder lateinamerikanischer Abstammung.
Von den 13.719 Haushalten hatten 23,4 Prozent Kinder unter 18 Jahre, die im Haushalt lebten. 41,8 Prozent waren verheiratete, zusammenlebende Paare, 12,2 Prozent waren allein erziehende Mütter. 43,1 Prozent waren keine Familien, 38,3 Prozent waren Singlehaushalte und in 18,6 Prozent der Haushalte lebten Menschen im Alter von 65 Jahren oder darüber. Die durchschnittliche Haushaltsgröße betrug 2,17 und die durchschnittliche Familiengröße betrug 2,89 Personen.
20,6 Prozent der Bevölkerung waren unter 18 Jahre alt, 9,1 Prozent zwischen 18 und 24, 24,3 Prozent zwischen 25 und 44, 24,5 Prozent zwischen 45 und 64 und 21,6 Prozent waren 65 Jahre oder älter. Das Durchschnittsalter betrug 42 Jahre. Auf 100 weibliche Personen kamen 84,1 männliche Personen. Auf 100 Frauen im Alter von 18 Jahren oder darüber kamen 79,6 Männer.
Das jährliche Durchschnittseinkommen eines Haushalts betrug 27.388 USD und das durchschnittliche Einkommen einer Familie betrug 38.708 USD. Männer hatten ein durchschnittliches Einkommen von 30.750 USD, Frauen 22.099 USD. Das Prokopfeinkommen betrug 17.923 USD. 13,1 Prozent der Familien und 18,0 Prozent der Bevölkerung lebten unterhalb der Armutsgrenze.

## Söhne und Töchter der Stadt
- Jesse Lee Reno (1823–1862), General, der in der Schlacht am South Mountain fiel, Namenspatron von Reno, Nevada
- Walter L. Fisher (1862–1935), Politiker und Innenminister der USA
- Walter C. Sweeney Sr. (1876–1963), Generalmajor der United States Army
- Carl G. Bachmann (1890–1980), Politiker
- James Howard Kindelberger (1895–1962), Manager in der Flugzeugindustrie
- Walter Reuther (1907–1970), deutschstämmiger Gewerkschaftsführer und UAW-Präsident
- Chu Berry (1910–1941), Jazz-Tenorsaxophonist des Swing
- Caroline Nestmann Peck (1912–1987), Ägyptologin
- Harlan James Smith (1924–1991), Astronom
- Bernard William Schmitt (1928–2011), römisch-katholischer Bischof von Wheeling-Charleston
- Elizabeth Feinler (* 1931), Informationswissenschaftlerin, Direktorin des Network Information Systems Center
- Maurice C. Padden (1931–2015), Generalmajor der United States Air Force
- Tony Salvatori (* 1935), Jazz- und Orchestermusiker
- Chuck Howley (* 1936), American-Football-Spieler
- Bill Mazeroski (* 1936), Baseballspieler
- Billy Cox (* 1941), Bassist
- Peachy Kellmeyer (* 1944), Tennisspielerin
- Stephen Burleigh (* 1949), Schauspieler und Produzent
- Jon D. Levenson (* 1949), jüdischer Theologe
- Robert Ney (* 1954), Politiker
- Tim O’Brien (* 1954), Bluegrass-Musiker
- Rob Garrison (1960–2019), Schauspieler
- John Corbett (* 1961), Schauspieler
- Reggie Watkins (* 1971), Jazzmusiker